# Predigerministerium
Das Predigerministerium war das geistliche Ministerium der evangelisch-lutherischen Kirche in Frankfurt am Main.  Dem Gremium gehörten alle Prediger der innenstädtischen lutherischen Kirchen an, nicht aber die Pfarrer der Frankfurter Landgemeinden. Den Vorsitz des Ministeriums als Primus inter pares hatte der Senior, anfangs der dienstälteste Prediger. Mit Inkrafttreten der Verfassung der Evangelischen Landeskirche Frankfurt am Main 1923 bildete das Predigerministerium eine Körperschaft des öffentlichen Rechts zur Verwaltung der ihm übertragenen Stiftungen; die übrigen Befugnisse gingen auf die Pfarrerschaft über. Seit 1974 innerhalb der Frankfurter Kirche mit der „Pflege kirchengeschichtlicher Arbeit über das evangelische Frankfurt“ betraut, ist das Predigerministerium seit 2004  ein eingetragener Verein.

## Geschichte
Erstmals in einem Schreiben vom 1. Januar 1571 als ganzes Ministerium erwähnt, bildeten die lutherischen Prediger der Stadt ein Gremium, das in allen wesentlichen kirchlichen Angelegenheiten zusammentrat und auch den Rat der Stadt in kirchenpolitischen Anliegen  beriet. Hierzu gehörte die Besetzung der Pfarrstellen, die Erstellung der Kirchen- und Predigtordnungen sowie Fragen der Kirchenzucht und der Schulaufsicht über das Städtische Gymnasium.
Mit den Konventsordnung des Predigerministeriums vom 25. Mai 1586 gab sich das Ministerium erstmals eine Geschäftsordnung. Darin war festgelegt, dass das Ministerium jeden Mittwoch zusammentrat und die vorgebrachten Themen und Beschlüsse zu protokollieren seien. Konrad Lautenbach unterzeichnete erstmals Schriften des Ministeriums als „Senior“, was ihm der Rat der Stadt aber am 2. Februar 1593 als „ungewöhnliche Neuerung“ untersagte. Erst 1621 bestätigte der Rat mit einer neuen Konventsordnung sowie der „Vergleichung der Prediger Tettelbach und Vitus über die Wahrnehmung der Amtsgeschäfte“ das Amt des Seniors. Das Ministerium tagte seit 1593 in der Konventsstube des ehemaligen Barfüßerklosters.
1666 wurde mit Philipp Jacob Spener erstmals ein Prediger ausdrücklich als Senior berufen. 1728 übertrug der Rat die Aufgaben des Kirchenregiments und der Kirchenzucht auf ein neugegründetes Konsistorium, das „im Namen des Rats in den ihm aufgetragenen Sachen das richterliche Amt zu führen, über die Beibehaltung reiner evangelischer Lehre wie auch dienstliche Zucht und Ordnung beständig ein wachendes Auge zu haben und die heilsame Justiz treulich zu administrieren“ habe. Das Konsistorium bestand aus vier Ratsherren, dem Senior sowie zwei weiteren Mitgliedern des Predigerministeriums und zwei „gottesfürchtigen und rechtsgelehrten“ Bürgern. Da das Konsistorium wesentliche Befugnisse übernahm, die bisher beim Ministerium gelegen hatten, gab es gegen die neue Ordnung Widerstand. Der amtierende Senior Johann Georg Pritius blieb nach der konstituierenden Sitzung den weiteren Versammlungen des Konsistoriums fern. Erst sein Nachfolger Christian Münden akzeptierte die neue Ordnung.
Mit dem Ende des Heiligen Römischen Reiches 1806 verlor Frankfurt seinen Status als Reichsstadt. Es wurde dem Fürstprimas des  Rheinbundes Karl Theodor von Dalberg unterstellt. Mit dem Toleranzedikt vom 10. Oktober 1806 verfügte der Landesherr die rechtliche Gleichstellung der beiden reformierten Gemeinden Frankfurts, der deutsch-reformierten und der französisch-reformierten, mit der lutherischen Gemeinde. Reformierte und Katholiken erhielten Zugang zu allen öffentlichen Ämtern und konnten in die Zünfte aufgenommen werden. Damit endete die jahrhundertelange Vorherrschaft der Lutheraner in Frankfurt.
Nach der Völkerschlacht bei Leipzig erhielt die Stadt ihre Souveränität zurück. Die Verfassung der Freien Stadt Frankfurt, die Konstitutionsergänzungsakte, bestimmte in Artikel 36 die Wiederherstellung des lutherischen Konsistoriums und erlaubte in Artikel 37 die Bildung eines eigenen reformierten Konsistoriums. Nach Artikel 40 sollten zudem die drei christlichen Gemeinden jeweils einen Gemeindevorstand bilden dürfen, der wesentliche Aufgaben übernehmen sollte, die bislang beim Predigerministerium gelegen hatten: Er sollte die Gemeinde in kirchlichen Angelegenheiten gegenüber den Behörden vertreten, über die äußere Disziplin wachen, das Kirchengut verwalten, für die Unterhaltung der Kirchen und Pfarrhäuser sorgen und die niederen Kirchenoffizianten ernennen und inspizieren. Der Gemeindevorstand der lutherischen Gemeinde, die damals etwa 27.000 bis 28.000 Mitglieder hatte, wurde am 8. Februar 1820 erstmals gewählt. Ihm gehörten 36 Bürger an, 18 Älteste und 18 Diakone. Mitgliedern des Predigerministeriums und des Konsistoriums blieb das passive Wahlrecht zum Gemeindevorstand verwehrt.
Das Predigerministerium bestand aus den 12 lutherischen Pfarrern der Stadtgemeinde, zwei an jeder der sechs evangelischen Kirchen St. Katharinen, St. Paul, St. Peter, St. Nikolai, Weißfrauen und Dreikönig. Einer der 12 Pfarrer war zugleich ständiges Mitglied im Konsistorium; er führte den traditionellen Titel Senior. Die Pfarrer der Frankfurter Landgemeinden mit ihren etwa 6000 Mitgliedern gehörten nicht dem Ministerium an. Seine Befugnisse beschränkten sich nunmehr auf die gemeinschaftliche Beratung der Amtsgeschäfte, Verwaltung von kirchlichen Stiftungen sowie Abfassung von Gutachten über Angelegenheiten des geistlichen Amtes.
1857 wurde die Verfassung erneut geändert. Dem Gemeindevorstand gehörten nun auch von Amts wegen die 12 Pfarrer an, neben 36 gewählten Gemeindevertretern, die nicht aus dem geistlichen Stand stammen durften. Senatoren und Mitglieder des Konsistoriums besaßen weiterhin kein passives Wahlrecht. Das Predigerministerium wurde zu einem privatrechtlichen Verein der 12 Pfarrer zur „gemeinschaftlichen Beratung ihrer Amtsgeschäfte, zur Verwaltung der zu ihren Gunsten bestehenden Stiftungen und zur Abfassung von Gutachten über Gegenstände des geistlichen Amtes.“
Auch nach der Annexion der Freien Stadt Frankfurt durch Preußen 1866 blieb es im Wesentlichen bei diesen Verhältnissen. Die Kirchengemeinde- und Synodalordnung vom 27. September 1899 bestimmte erstmals die Aufteilung der Stadtgemeinde in sechs eigenständige evangelisch-lutherische Gemeinden. Die Aufgaben des Predigerministeriums blieben unverändert.
Nach dem Ersten Weltkrieg und dem Ende des landesherrschaftlichen Kirchenregiments erhielt die Evangelische Landeskirche Frankfurt am Main 1923 erstmals eine eigene Verfassung. Danach bildete das Predigerministerium eine Körperschaft des öffentlichen Rechts zur Verwaltung der ihm übertragenen Stiftungen; die übrigen Befugnisse gingen auf die Pfarrerschaft über. Da das Vermögen der Stiftungen in der Inflationszeit unterging, blieb das Predigerministerium in den folgenden Jahrzehnten als Standesorganisation bedeutungslos. Erst 1974 belebte die Frankfurter Kirche die Tradition wieder und betraute das Predigerministerium mit der „Pflege kirchengeschichtlicher Arbeit über das evangelische Frankfurt“. Seit 2004 ist das Predigerministerium ein eingetragener Verein mit dem vollen Namen „Evangelisch-lutherisches Predigerministerium Frankfurt am Main – Vereinigung zur Pflege der Frankfurter Kirchengeschichte e. V.“, der allen Interessierten offensteht.